# 군사동맹
군사동맹(軍事同盟)은 2개 또는 그 이상의 국가, 군사 조직 사이에 체결된 동맹 관계를 의미한다. 예측하지 못한 상황에 대한 군사적 방어, 자신들을 겨냥한 적군의 공격에 대한 군사적 방어의 목적으로 형성된 경우가 많다. 군사동맹의 당사자들은 안전 보장을 위한 차원에서 군사적 수단을 상호 지원하는 경우가 있다. 경우에 따라서는 비군사적 수단의 협력 관계를 포함하기도 한다.

## 같이 보기
- 군사 동맹 목록